# 데릭 미어스
데릭 미어스(Derek Mears, 1972년 4월 29일 ~ )는 미국의 배우이다.

## 출연 작품
- 갱스터 스쿼드
- 로스트 타임 - Mr. 엘리어트 역
- 손도끼 3 - 하웨스 역
- 닌자터틀 - 도조 닌자 역
- 데드 스노우 2 - 스타바린 역
- 리브 바이 나이트
- 루스에게 생긴 일
- 알리타: 배틀 엔젤 - 로모 역